# Kečka (Góry Starohorskie)
Kečka (1225 m) – szczyt w Starohorskich Wierchach na Słowacji. Znajduje się blisko między wierzchołkami Barania hlava (1206 m) i Hadliarka (1211 m). Na północ opada z Kečki krótki grzbiet z wierzchołkiem Kochuľa, tworzący zachodnie zbocza doliny Veľká Šindliarka, stoki południowo-wschodnie opadają do Doliny Uhliarskiej.
Szczyty Kečka i Barania hlava oddziela szeroka i trawiasta przełęcz Bulovský príslop (1125 m). Znajduje się na niej schronisko turystyczne Útulňa pod Kečkou.

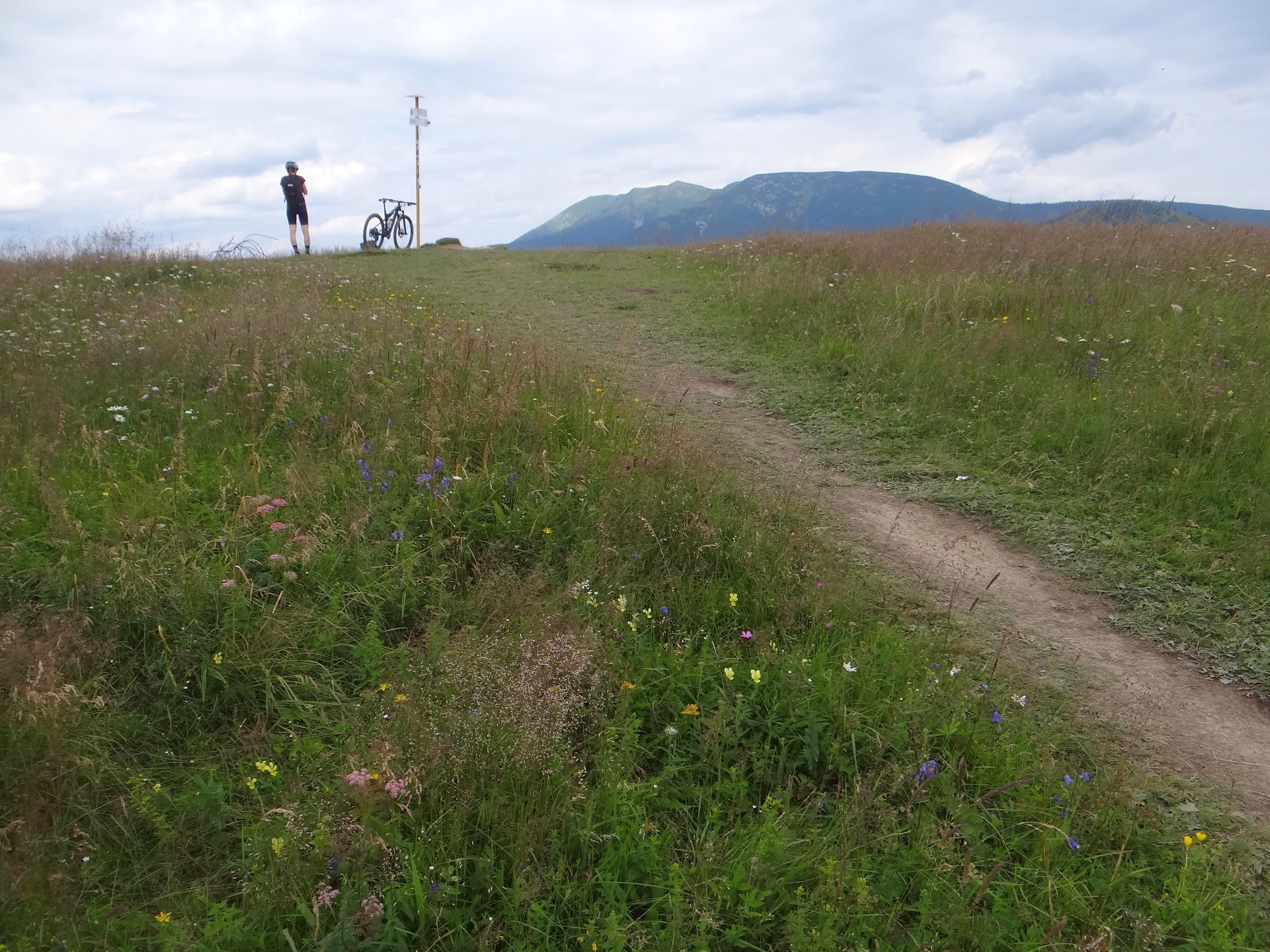
Szczyt Kečki

Szczyt Kečki jest kopulasty i trawiasty, pokryty pasterskimi halami. Trawiasty jest cały grzbiet ciągnący się od  Kečki po Kozí chrbát. Wiosną zakwitają na nich krokusy. Dzięki trawiastym halom z grzbietu rozciąga się szeroka panorama widokowa obejmująca szczyty Niżnych Tatr, Rudawy Słowackie. Góry Kremnickie, pobliską Wielką Fatrę i Wielki Chocz.
Kečka znajduje się na obszarze Parku Narodowego Niżne Tatry (jeszcze do niedawna Starohorskie Wierchy zaliczane były do Niżnych Tatr).

## Turystyka
Kečka jest łatwo dostępna ze znanego ośrodka narciarskiego w miejscowości Donovaly. Prowadzi przez nią czerwony szlak będący odcinkiem szlaku Cesta hrdinov SNP. Jest to najdłuższy szlak turystyczny całej Słowacji prowadzący szczytami i grzbietami gór. 
  Donovaly – Barania hlava – Bulovský príslop – Kečka – Hadliarka – sedlo Hadlanka – Kozí chrbát – Hiadeľské sedlo. Odległość 9,5 km, suma podejść 540 m, suma zejść 435 m, czas przejścia: 3:10 h, z powrotem 3 h